# Babelka řezanovitá
Babelka řezanovitá (Pistia stratiotes) je druh jednoděložných rostlin z čeledi árónovité (Araceae). Rod babelka (Pistia) obsahuje podle pojetí většiny současných autorů pouze 1 druh: babelka řezanovitá (Pistia stratiotes), i když se jedná o druh dosti variabilní.

## Popis
Jedná se o volně plovoucí vodní rostlinu s výběžky, které slouží k vegetativnímu rozmnožování. Je jednodomá s jednopohlavnými květy. Listy jsou jednoduché, téměř až zcela přisedlé, uspořádané do výrazné růžice. Čepele listů jsou obvejčité až lopatkovité, 2–15 cm dlouhé, světle zelené až sivozelené, na bázi tupé až zaokrouhlené, na špici uťaté, zaokrouhlené, někdy vykrojené, žilnatina je skoro souběžná. Květy jsou v květenstvích, ve ztlustlých klasech, někdy se tento typ květenství nazývá palice, která je více než do poloviny srostlá s toulcem, květenství je umístěno mezi listy. Květenství podepřeno nápadným listenem, který tvoří toulec, který je nazelenalý až bělavý, dole svinutý, na vnější straně je pýřitý. Naspodu palice je jeden přeslen samčích květů, při vrcholu je izolovaný samičí květ. Okvětí chybí. Tyčinky jsou 2. Gyneceum je složeno z 1 plodolistu, je monomerické, semeník je svrchní. Plody jsou dužnaté, jedná se o bobuli, která je zpočátku zelená, za zralosti pak světle hnědá.

## Rozšíření ve světě
Babelka řezanovitá je dnes rozšířena v tropech až subtropech celého světa, ne všude je však původní.

## Rozšíření v Česku
V Česku se jedná o nepůvodní druh. Jen zcela ojediněle a přechodně zplaňuje i do volné přírody.

## Karyologie

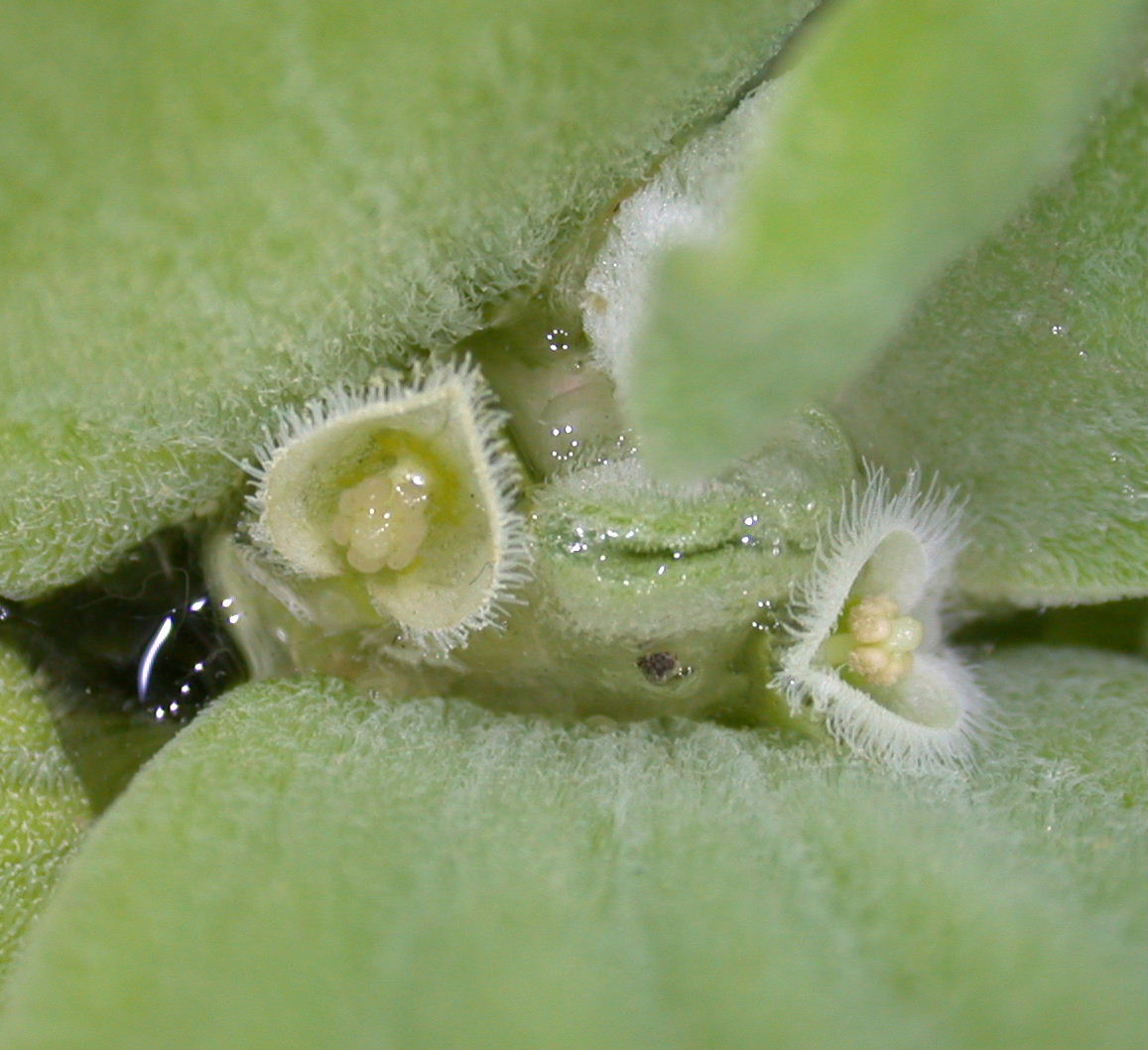
Babelka řezanovitá (Pistia stratiotes) za květu

2n=28 (diploid)